# Dagmar Švubová
Dagmar Švubová nata Palečková (Nové Město na Moravě, 9 agosto 1958) è un'ex fondista cecoslovacca.
È moglie di Jiří Švub, a sua volta fondista di alto livello.

## Biografia
In Coppa del Mondo ottenne il primo risultato di rilievo il 2 gennaio 1982 a Furtwangen (9ª) e il miglior risultato il 28 marzo successivo a Štrbské Pleso (5ª).
In carriera prese parte a due edizioni dei Giochi olimpici invernali, Lake Placid 1980 (13ª nella 5 km, 16ª nella 10 km, 4ª nella staffetta) e Sarajevo 1984 (20ª nella 5 km, 2ª nella staffetta), e a due dei Campionati mondiali (5ª nella staffetta a Oslo 1982 e a Seefeld in Tirol 1985 i migliori risultati).

## Palmarès

### Olimpiadi
- 3 medaglie:
  - 1 argento (staffetta[2] a Sarajevo 1984)

### Coppa del Mondo
- Miglior piazzamento in classifica generale: 14ª nel 1982